# Gojlo
Gojlo (1948-ig Gojilo) falu Horvátországban, Sziszek-Monoszló megyében. Közigazgatásilag Kutenyához tartozik.

## Fekvése
Sziszek városától légvonalban 38, közúton 52 km-re keletre, községközpontjától 9 km-re keletre, a Monoszlói-hegység erdőkkel borított lejtőin, a megyehatár közelében fekszik. 

## Története
A település neve csak a 19. század végén bukkan fel a térképeken, de 1931-ig  településrészének számított. Gojlón 1930-ban kezdődött a földgáz és 1941-ben a kőolaj kitermelése. A gojloi volt az ország első ismert olajmezője. Az olaj és a gáz feltárására és kitermelésére alapították az 1960-as években az egykori Naftaplina vállalatot, mely mára beolvadt az INA d.d. (Industrija nafte) olajvállalatba. A gojloi olajmezőn sok horvát mérnök, gépkezelő és olajfúró munkás dolgozott, akik itt szerezték első tapasztalataikat. A lakosság száma ebben az időben volt a legmagasabb, de az 1970-es évektől évtizedről évtizedre esett. Végül az egykor jelentős ipari település elfeledett településsé vált, amely már csak olajbányász hagyományit őrzi. 1991. június 25-én a független Horvátország része lett. A településnek 2011-ben 377 lakosa volt. 

## Népesség
| Lakosság változása | Lakosság változása | Lakosság változása | Lakosság változása | Lakosság változása | Lakosság változása | Lakosság változása | Lakosság változása | Lakosság változása | Lakosság változása | Lakosság változása | Lakosság változása | Lakosság változása | Lakosság változása | Lakosság változása | Lakosság változása |
| ------------------ | ------------------ | ------------------ | ------------------ | ------------------ | ------------------ | ------------------ | ------------------ | ------------------ | ------------------ | ------------------ | ------------------ | ------------------ | ------------------ | ------------------ | ------------------ |
| 1857               | 1869               | 1880               | 1890               | 1900               | 1910               | 1921               | 1931               | 1948               | 1953               | 1961               | 1971               | 1981               | 1991               | 2001               | 2011               |
| 0                  | 0                  | 0                  | 36                 | 212                | 237                | 274                | 422                | 951                | 890                | 869                | 536                | 535                | 438                | 449                | 377                |

(1931-ig településrészként.)

## Nevezetességei
A település egy kiemelkedő helyén, a temető közepén áll a Szentlélek tiszteletére szentelt római katolikus kápolnája. Téglából épített román stílusú épület, központi részén lekerekített apszissal. Az épületet 1858-ban meghosszabbították és egy oldalsó, félköríves sekrestyével bővítették. Három barokk oltára van, felszerelésének legértékesebb darabja egy rokokó kehely. Harangját 1737-ben öntötték.